# Tactical Air Command

Emblem des Tactical Air Command

Das Tactical Air Command (TAC; deutsch Taktisches Luftkommando) war eines der Kommandos der United States Air Force. Seine Aufgabe war die Planung und Durchführung von Gefechtsfeldkriegsführung, also von taktischem Bombardement, Luftnahunterstützung, Aufklärung und ähnlichen Aufgaben. Außerdem waren dem TAC die taktischen ballistischen Raketen unterstellt.

## Geschichte
Das Tactical Air Command wurde am 21. März 1946 zusammen mit dem Strategic Air Command gegründet. Das Hauptquartier war die MacDill Air Force Base, bereits kurze Zeit später wurde dieses aber auf die Langley Air Force Base verlegt. Kurz nach der Gründung wurde das TAC am 1. Dezember 1948 vom Kommando zu einem der Hauptquartiere des Continental Air Command heruntergestuft, dies wurde jedoch bereits 1950 wieder rückgängig gemacht.
In den 1950er Jahren entwickelte das TAC dann ein Composite Air Strike Force genanntes Konzept. Dabei sollten Einsatzkräfte möglichst schnell in alle Teile der Welt verlegt werden können. Zu einer solchen Einheit gehörten neben Jägern auch Jagdbomber für konventionellen und nuklearen Einsatz, Tankflugzeuge, Transporter und Aufklärungsflugzeuge. Der erste Einsatz einer solchen Gruppen fand im Juli 1958 statt, als ein Putsch im Libanon drohte. Im selben Jahr wurde eine CASF im Rahmen der Eskalation des Taiwan-Konflikts nach Asien verlegt.
In den folgenden Jahren wurde das TAC unter anderem im Vietnamkrieg aktiv.
Nach dem Zweiten Golfkrieg war die Verwischung der Verantwortlichkeiten zwischen TAC und dem Strategic Air Command offensichtlich geworden, so dass TAC und SAC 1992 aufgelöst wurden und im Air Combat Command vereinigt worden sind.